# Julius Kühn
Julius Kühn (født 1. april 1993 i Duisburg, Tyskland) er en tysk håndboldspiller, som spiller i MT Melsungen og på Tysklands herrehåndboldlandshold.
Han var med til at blive europamester ved EM 2016, og han deltog under EM i håndbold 2020 i Sverige/Østrig/Norge.